# Zvonimir Janko
Zvonimir Janko (* 26. Juli 1932 in Bjelovar; † 12. April 2022 in Heidelberg) war ein kroatischer Mathematiker, bekannt geworden als Entdecker der Janko-Gruppen, einer Reihe sporadischer endlicher einfacher Gruppen.

## Leben und Werk
Janko studierte an der Universität Zagreb und promovierte 1960 mit dem Thema „Nicht-ausgeartete Redeische schiefe Produkte“ bei Vladimir Devide. Er war seit 1972 Professor an der Ruprecht-Karls-Universität Heidelberg.
Janko entdeckte seine erste sporadische einfache Gruppe 1964, als er an der Australian National University in Canberra war (J1 genannt). Es folgten noch J2 und J3 im Jahr 1966 (J3 mit Graham Higman und McKay, J2 mit Marshall Hall) und J4 mit Simon Norton und Parker 1975. J4 war 1975 die letzte sporadische einfache Gruppe, die entdeckt wurde – und nach dem Klassifikationstheorem gibt es keine weiteren. Jankos J1 war die erste sporadische Gruppe, die nach den Mathieu-Gruppen im 19. Jahrhundert gefunden wurde und führte zu einer intensiven Suche nach weiteren Gruppen, die mit der Entdeckung des Monsters durch Robert Griess und Bernd Fischer 1974 und Jankos Entdeckung von J4 dann 1975 abgeschlossen wurde.
1970 war er Invited Speaker auf dem Internationalen Mathematikerkongress in Nizza (A class of non-solvable finite groups).